# ジェリー・マロッタ
ジェリー・マロッタ（Jerry Marotta、1956年2月6日 - 、オハイオ州クリーブランド生まれ）は、現在、ニューヨークのウッドストックに在住するアメリカ合衆国のドラマー。ドラマーにして作曲家のリック・マロッタは兄弟である。

## 略歴
マロッタは、アーサー、ハーレイ&ゴットリーブ（1973年-1975年）、オーリアンズ（1976年-1977年、1982年）、ピーター・ガブリエル・バンド（1977年-1986年）、ホール&オーツ（1979年-1981年）、インディゴ・ガールズ（1991年-1999年）、スタックリッジ（2011年）、Sevendys（2010年-現在）、およびトニー・レヴィン・バンド（1995年-2017年）のメンバーであった。
マロッタはまた、スティーヴィー・ニックスのアルバム『ジ・アザー・サイド・オブ・ザ・ミラー』に収録されたニックスとマイク・キャンベルの曲「Whole Lotta Trouble」でドラムを演奏した。また、アーニー・ディフランコ、サラ・マクラクラン、マーシャル・クレンショウ、ドリーム・アカデミー、スザンヌ・ヴェガ、カーレン・カーター、ジョン・メイヤー、イギー・ポップ、ティアーズ・フォー・フィアーズ、エルヴィス・コステロ、シェール、ポール・マッカートニー、カーリー・サイモン、ローレンス・ゴーワン、ロン・セクスミス、バンダ・ド・カザコ、ジョーン・アーマトレイディングなどのアルバムにも参加している。
スタジオとステージにおけるドラマーとしての仕事に加えて、歌手、作曲家、音楽プロデューサーとしても活動している。1996年、彼はエリス・ポールの『A Carnival Of Voices』をプロデュースした。最近は、セキュリティ・プロジェクトでツアーを行うなどしている。マロッタは現在、妻と一緒にニューヨークのウッドストックに住んでおり、そこでドリームランド・レコーディング・スタジオを管理している。

## ディスコグラフィ

### オーリアンズ
- 『夢のさまよい』 - Waking and Dreaming (1976年)
- 『再会』 - Orleans (1980年)
- One of a Kind (1982年)
- Still The One & Other Hits (2007年) ※コンピレーション

### ピーター・ガブリエル
- 『ピーター・ガブリエル II』 - Peter Gabriel 2 (Scratch) (1978年)
- 『ピーター・ガブリエル III』 - Peter Gabriel 3 (Melt) (1980年)
- 『ピーター・ガブリエル IV』 - Peter Gabriel 4 (Security) (1982年)
- 『プレイズ・ライヴ』 - Plays Live (1983年) ※ライブ
- 『バーディー オリジナル・サウンドトラック』 - Birdy (1984年) ※サウンドトラック
- 『So』 - So (1986年)
- 『シェイキング・ザ・トゥリー』 - Shaking the Tree: Sixteen Golden Greats (1990年) ※コンピレーション

### ホール&オーツ
- 『モダン・ポップ』 - X-Static (1979年)
- 『モダン・ヴォイス』 - Voices (1980年)
- 『プライベート・アイズ』 - Private Eyes (1981年)
- Ecstasy on the Edge (2001年) ※ライブ

### インディゴ・ガールズ
- 『ノーマッズ・インディアンズ・セインツ』 - Nomads Indians Saints (1990年)
- 『ライツ・オヴ・パッセージ』 - Rites of Passage (1992年)
- 『スワンプ・オフィーリア』 - Swamp Ophelia (1994年)
- 『1200カーフューズ』 - 1200 Curfews (1995年) ※ライブ
- 4.5: The Best of the Indigo Girls (1995年) ※コンピレーション
- 『シェイミング・オブ・ザ・サン』 - Shaming of the Sun (1997年)
- Come on Now Social (1999年)
- Retrospective (2000年) ※コンピレーション

### トニー・レヴィン
- 『ワールド・ダイアリー』 - World Diary (1995年)
- 『フロム・ザ・ケイヴズ・オブ・ジ・アイアン・マウンテン』 - From the Caves of the Iron Mountain (1997年) ※ゴーン、レヴィン、マロッタ名義
- 『ウォーターズ・オブ・エデン』 - Waters of Eden (2000年)
- 『ピーセズ・オブ・ザ・サン』 - Pieces of the Sun (2002年)
- 『ダブル・エスプレッソ』 - Double Espresso (2002年) ※「Tony Levin Band」名義
- Resonator (2006年)

### スティーヴィー・ニックス
- 『ジ・アザー・サイド・オブ・ザ・ミラー』 - The Other Side of the Mirror (1989年)
- 『ベスト・オブ・スティーヴィー・ニックス』 - Timespace: The Best of Stevie Nicks (1991年) ※コンピレーション
- The Enchanted Works of Stevie Nicks (1998年) ※コンピレーション

### セキュリティ・プロジェクト
- 『LIVE 1&2:プレイズ・ピーター・ゲイブリエル』 - Live 1 (2016年) ※日本盤は下記『Live 2』との2枚組[3]
- Live 2 (2017年)
- Contact (2017年)